# Filip Mirkulovski
Filip Mirkulovska (født 15. September 1983 i Skopje) er en makedonsk håndboldspiller, der til daglig spiller for den spanske ligaklub HSG Wetzlar og Makedoniens håndboldllandshold.